# Atayalski jezici
Atayalski jezici, jedna od jezičnih skupina austronezijske porodice, obično se klasificira kao dio formoške ili tajvanske skupine. Obuhvaća svega dva jezika kojma govore plemena Atayal, to su atayal i taroko. Ovo drugo pleme nastalo je odvajanjem od Atayala, a sami sebe nazivaju Sediq.
Atajalskim jezicima govori oko 90.000 ljudi (1993). Svaki od njih ima nekoliko dijalekata.

## Vanjske poveznice
- Ethnologue (14th)
- Ethnologue (15th)